# Абехар
Абехар (ісп. Abejar) — муніципалітет в Іспанії, входить у провінцію Сорія у складі автономного співтовариства Кастилія-і-Леон. Муніципалітет розташований у складі району (комарки) Пінарес. Площа 23,43 км². Населення 405 чоловік (на 2007 рік). Населення — 380 осіб (2010).
Муніципалітет розташований на відстані близько 170 км на північний схід від Мадрида, 27 км на захід від Сорії.

## Демографія
Динаміка населення (INE ):

## Галерея зображень

Розташування муніципалітету Абехар на мапі провінції Сорія
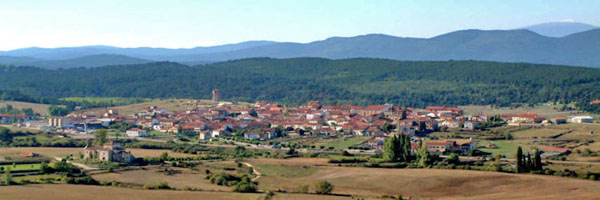
Абехар